# فيليب سمارت
فيليب سمارت (بالإنجليزية: Philip Smart)‏ هو ملحن ومنتج أسطوانات جامايكي، ولد في 9 أبريل 1960 في كينغستون في جامايكا، وتوفي في 25 فبراير 2014 في بورت واشنطن (نيويورك) في الولايات المتحدة بسبب سرطان البنكرياس.

## وصلات خارجية
- فيليب سمارت على موقع IMDb (الإنجليزية)
- فيليب سمارت على موقع ميوزك برينز (الإنجليزية)